# Ilias Chair
Ilias Emilian Chair (em árabe: إلياس إميليان شاعر; Antuérpia - 30 de outubro de 1997) é um futebolista marroquino que joga como meia-atacante no clube Queens Park Rangers.

## Carreira no clube

### Início de carreira
Começou sua carreira nas categorias de base do Lierse . Ele também passou um tempo na academia do Club Brugge, bem como na JMG Academy Belgium . Fez sua estreia profissional pelo Lierse aos 17 anos, jogando na Segunda Divisão belga, quando entrou como substituto aos 76 minutos no empate de 1 a 1 do Lierse fora de casa em Coxyde em 9 de agosto de 2015. Posteriormente, ele começou sua primeira partida um mês depois, em 9 de setembro de 2015, jogando os 90 minutos completos na derrota em casa por 3–2 para o Cercle Brugge .

### Queens Park Rangers
Foi contratado em janeiro de 2017 no campeonato QPR. Durante o período experimental, ele marcou em uma vitória amistosa por 3–1 para os Sub-23 contra o Bournemouth . Posteriormente, ele assinou contrato com o QPR em caráter permanente em 31 de janeiro de 2017. Foi adicionado ao Esquadrão de Desenvolvimento de Elite do clube e passou o restante da temporada 2016–17 jogando pelo time Sub-23 do clube.
Tendo impressionado o gerente do QPR, Ian Holloway, no treinamento, foi nomeado substituto na primeira rodada da EFL Cup contra o Northampton Town em Loftus Road em 8 de agosto de 2017. Ele substituiu Luke Freeman aos 63 minutos da partida para fazer sua estreia no time principal. Fez sua primeira aparição como titular pelo QPR na derrota por 1–0 contra o Preston North End em Deepdale em 2 de dezembro de 2017. Ele assinou uma extensão de contrato de dois anos com o clube em 9 de fevereiro de 2018, mantendo-o no clube até o verão de 2020. Ele marcou seu primeiro gol pelo clube durante o último jogo em casa do QPR na campanha de 2017–18 em 28 de abril de 2018, marcando um voleio no segundo poste quando o QPR superou uma desvantagem de um gol para vencer por 3–1 contra o Birmingham City . Fez sete partidas pela primeira vez durante a temporada, marcando uma vez.
Tendo feito oito aparições pelo QPR durante a primeira metade da temporada 2018-19, se juntou ao Stevenage, clube da League Two, por empréstimo até o final da temporada em 31 de janeiro de 2019. Ele fez sua estreia no Stevenage na vitória do clube por 1–0 sobre Yeovil Town em Broadhall Way em 2 de fevereiro de 2019, jogando a partida completa,  marcou seus primeiros gols para Stevenage ao marcar dois gols de longo alcance no final do empate por 2 a 2 fora de casa contra o líder da liga, Lincoln City, em 16 de fevereiro de 2019. Um mês depois, em 12 de março de 2019, ele marcou de seu próprio meio-campo na vitória de Stevenage por 2 a 0 em casa contra o Swindon Town .
Em 29 de janeiro de 2021, o presidente assinou um novo contrato de quatro anos e meio que o levaria a permanecer no clube até 2025, com o clube tendo a opção de prorrogar este contrato por mais um ano. Começou a temporada 2021-22 em boa forma e ganhou o prêmio de Gol do Mês do Campeonato em outubro de 2021, após um golpe impressionante contra o Blackburn Rovers .
Nasceu em Antuérpia, na Bélgica, filho de pai marroquino e mãe polonesa. Ele foi convocado para a seleção sub-20 do Marrocos para um estágio de uma semana em Rabat em junho de 2017, representou os Sub-23 do Marrocos em uma derrota amistosa por 1 a 0 para os Sub-23 do Senegal em 23 de março de 2018.
Ele estreou com a seleção principal do Marrocos em uma vitória amistosa por 1 a 0 sobre Gana em 9 de junho de 2021. Em 6 de outubro de 2021, em sua quarta participação pelo seu país,  marcou seu primeiro gol no Marrocos com o terceiro na vitória por 5 a 0 sobre a Guiné-Bissau .
Em 10 de novembro de 2022, ele foi convocado pelo Cabeça de Abacate para a seleção de 26 jogadores do Marrocos que se tornou a primeira seleção africana a disputar uma semifinal em copas na Copa do Mundo da FIFA 2022 no Catar .